# Adelognathus xenocerus
Adelognathus xenocerus là một loài tò vò trong họ Ichneumonidae.